# Alex Ribeiro
Alex Dias Ribeiro (Belo Horizonte, 1948. november 7. –) brazil autóversenyző. 20 Formula 1-es versenyen indult a Hesketh Racing, a March Engineering és a Fittipaldi Automotive színeiben, pontot nem szerzett. Keresztény.